# 林安梧

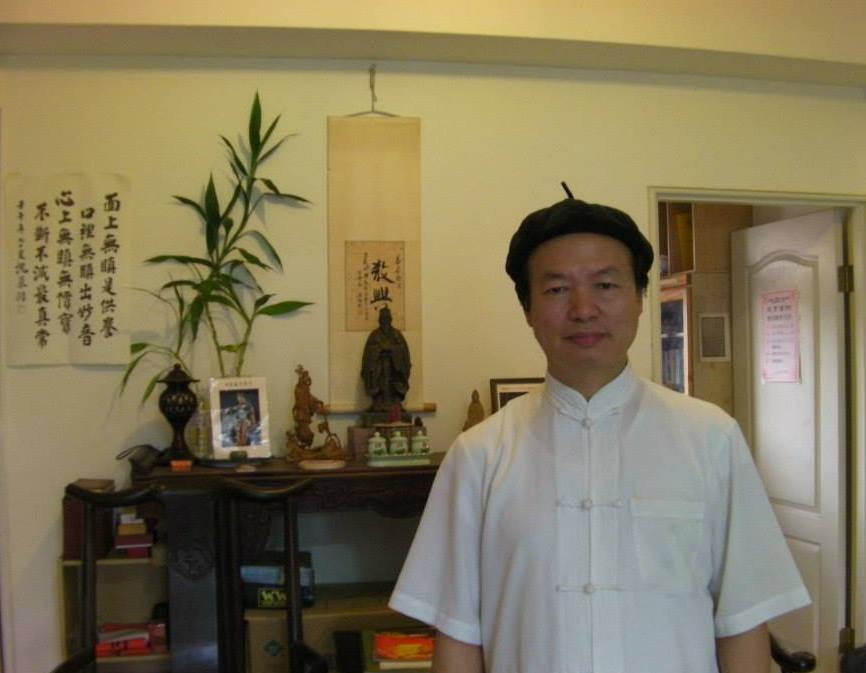

林安梧（1957年—），台中縣人，哲學家、宗教學家，曾任《思與言》主編、鵝湖月刊社長、主編、南華大學哲學所創所所長、國立中央大學教授、國立清華大學教授暨通識教育中心主任、國立臺灣師範大學國文學系教授、慈濟大學宗教與人文研究所所長、慈濟大學人文社會學院院長、同濟大學、山東大學、四川大學博士生導師。現為元亨書院山長、国立東華大學榮譽講座教授。
林安梧畢業於台中一中，國立臺灣師範大學國文系，國立臺灣大學哲學研究所碩士班、博士班，為臺灣大學第一位哲學博士。他是牟宗三的弟子，新儒家代表人物之一